# NGC 775
NGC 775 ist eine Balkenspiralgalaxie vom Hubble-Typ SBc im Sternbild Chemischer Ofen, welche etwa 201 Millionen Lichtjahre von der Milchstraße entfernt ist. 
Das Objekt wurde am 14. November 1835 von dem britischen Astronomen John Frederick William Herschel entdeckt.